# Muhammed Zafar Iqbal

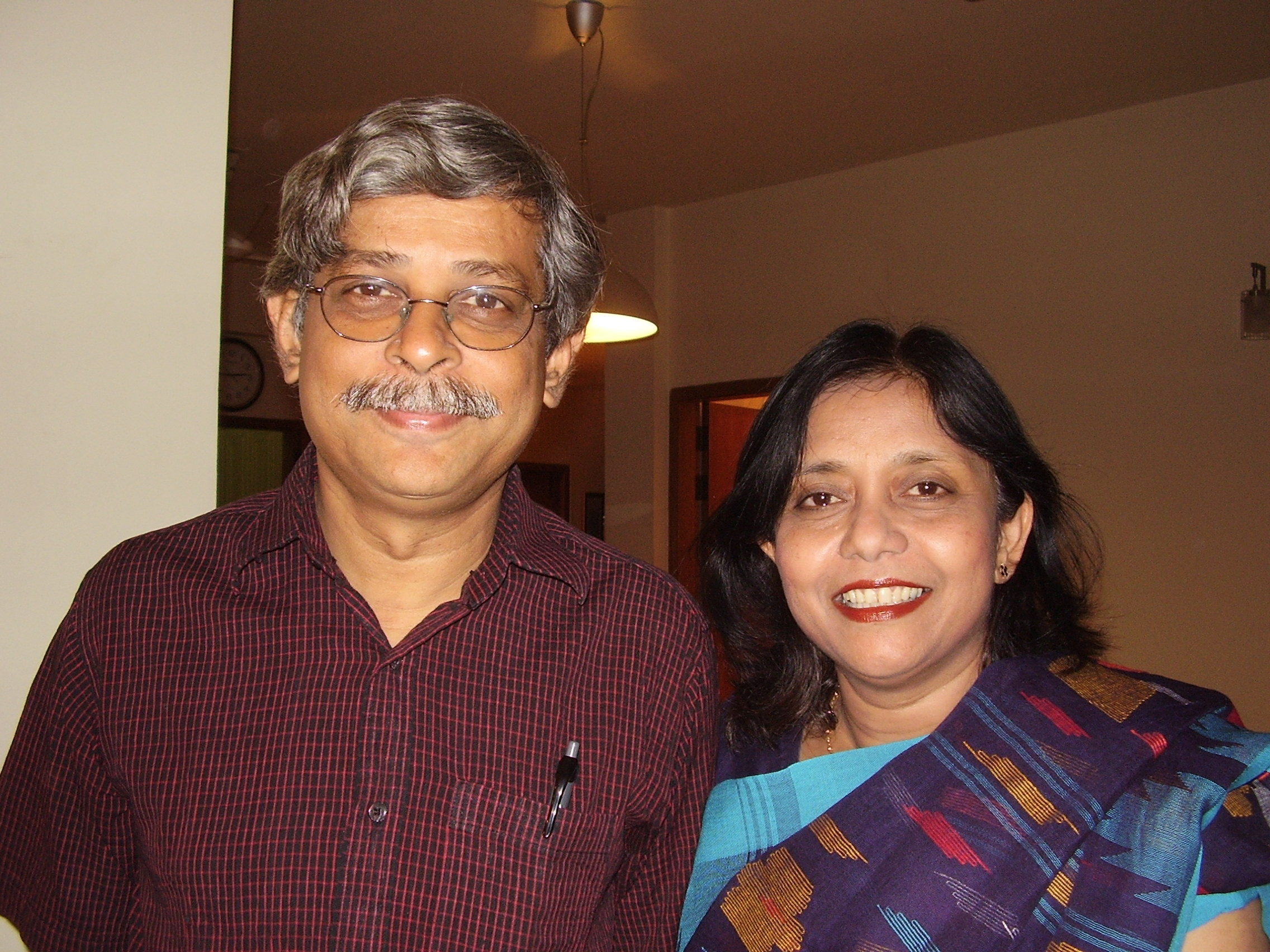
Muhammed Zafar Iqbal ze swoją żoną, Yasmeen Haque

Muhammed Zafar Iqbal (beng. মুহম্মদ জাফর ইকবাল, ur. 23 grudnia 1952 w Srihotto) – banglijski pisarz i publicysta, profesor uniwersytetu w Srihotto. Zajmuje się inżynierią elektroniczną i komputerową, z wykształcenia jest fizykiem.

## Życiorys
Muhammed Zafar Iqbal urodził się 23 grudnia 1952 w Srihotto. Jego ojciec, Foyzur Rahman Ahmed był oficerem policji i w związku z tym rodzina często przemieszczała się po różnych częściach kraju. Zainspirowany przez ojca Zafar Iqbal napisał swoją pierwszą powieść science fiction w wieku siedmiu lat. 5 maja 1971 armia pakistańska aresztowała i zabiła Rahmana Ahmeda.
Pierwszą publikacją młodego pisarza było krótkie opowiadanie pt. Kopotronik Bhalobasha, które zamieszczono w tygodniku Bichitra. Spotkało się ono z oskarżeniami o plagiat, co skłoniło autora do napisania całej serii opowiadań. Jednocześnie Zafar Iqbal nie zaniedbywał swojej edukacji. W 1968 zdał SSC w Bogra Zilla School, zaś w 1970 w Dhaka College. W 1972 dopuszczono go do studiowania na wydziale fizyki Uniwersytetu w Dhace, który ukończył w 1975. W 1976 Zafar Iqbal wyjechał na studia do University of Washington, aby zrobić doktorat (Ph.D.), który uzyskał w 1982. Spotkał tam swoją znajomą z Uniwersytetu w Dhace, Yasmeen Haque, z którą ożenił się w 1977. W 1982, zgodnie ze swoimi planami, powrócił do swojego kraju. W latach 1983–1988 związany był z California Institute of Technology. W latach 1988–1994 pracował dla Telcordia Technologies. Od 1994 jest profesorem i kierownikiem Wydziału Inżynierii Komputerowej w Shahjalal University of Science and Technology.

## Rodzina
Zafar Iqbal ma żonę, Yasmeen Haque, z którą ma dwójkę dzieci – syna Nabil oraz córkę Yeshim, która m.in. przetłumaczyła książkę ojca Amar Bondhu Rashed (Mój przyjaciel Rashed). Starszy brat Zafara Iqbala pisze książki w języku bengalskim. Młdoszy brat jest redaktorem w magazynie satyrycznym Unmad, a także rysownikiem.

## Publikacje

### Fantastyka naukowa
- Kopotrônic Shukh Dukkho (beng. কপোট্রনিক সুখ-দুঃখ)
- Môhakashe Môhatrash (beng. মহাকাশে মহাত্রাস)
- Krugo (beng. ক্রুগো)
- Biggani Sôfdor Alir Môha Môha Abishkar (beng. বিজ্ঞানী সফদর আলীর মহা মহা আবিষ্কার)
- Tukunjil (beng. টুকুনজিল)
- Omikrônik Rupantôr (beng. ওমিক্রনিক রুপান্তর)
- Sistem Ediphas (beng. সিস্টেম এডিফাস)
- Pri (beng. পৃ)
- Taitrôn Ekti Groher Nam (beng. টাইট্রন, একটি গ্রহের নাম)
- Ekjon Otimanobi (beng. একজন অতিমানবী)
- Nôy Nôy Sunno Tin (beng. নয় নয় শুন্য তিন)
- Chromium Ôronno (beng. ক্রোমিয়াম অরণ্য)
- Metsis (beng. মেতসিস) (Metsys, 1999)
- Nishôngo Grohochari (beng. নিঃসঙ্গ গ্রহচারী)
- Jôloj (beng. জলজ)
- Robonôgori (beng. রবোনগরী)
- Irôn (beng. ইরন)
- Project Nebiula (beng. প্রজেক্ট নেবুলা)
- Ôbonil (beng. অবনীল)
- Fobiner Jatri (beng. ফোবিয়ানের যাত্রী)
- Ruhan Ruhan (beng. রুহান রুহান)
- Nayira (beng. নায়ীরা)
- Sayra Scientist (beng. সায়রা সায়েন্টিস্ট)
- Shahnaj O kêpten Dabliu (beng. শাহনাজ ও ক্যাপ্টেন ডাবলু)
- Tratuler Jôgot (beng. ত্রাতুলের জগৎ)
- Ţriniţri Rashimala (beng. ত্রিনিত্রি রাশিমালা)
- Ţuki O Jhayer (Pray) Dushshahoshik Obhijan (beng. টুকি ও ঝায়ের (প্রায়) দুঃসাহসিক অভিযান)
- Jara Bayobôt (beng. যারা বায়োবট)
- Onurôn Golok (beng. অনুরন গোলক)
- Amra O Krêb Nebiula (beng. আমড়া ও ক্র্যাব নেবুলা)
- Ôndhokarer Groho (beng. অন্ধকারের গ্রহ)
- Biggani Ônik Lumba (beng. বিজ্ঞানী অনিক লুম্বা)
- Icaras (beng. ইকারাস)
- Ôctopaser Chokh (beng. অক্টোপাসের চোখ)
- Jôlmanob (beng. জলমানব)
- Phiniks (beng. ফিনিক্স)
- Shuhaner Shôpno (beng. সুহানের সপ্ন)
- Beji (beng. বেজী)
- Robonishi (beng. রবোনিশি)

### Literatura dziecięca
- Amar Bondhu Rashed (beng. আমার বন্ধু রাশেদ)
- Ami Topu (beng. আমি তপু)
- AAdh Dojon School (beng. আধ ডজন স্কুল)
- Bachcha Bhoyonkor Kachcha Bhoyonkor (beng. বাচ্চা ভয়ংকর কাচ্চা ভয়ংকর)
- Bokulappu (beng. বকুলাপ্পু)
- Brishtir Thikana (beng. বৃষ্টির ঠিকানা)
- Bubuner Baba (beng. বুবুনের বাবা)
- Chelemanushi (beng. ছেলেমানুষী)
- Dipu Number Two (beng. দীপু নাম্বার টু)
- Dosshi Kojon (beng. দস্যি ক'জন)
- Dushto Cheler Dol (beng. দুষ্টু ছেলের দল)
- Hatkata Robin (beng. হাতকাটা রবিন)
- Jarul Chowdhurir Manikjorr (beng. জারুল চৌধুরীর মানিকজোড়)
- Kajoler Dinratri (beng. কাজলের দিনরাত্রি)
- Kaabil Kohkafi (beng. কাবিল কোহকাফী)
- Litu Brittanto (beng. লিটু বৃত্তান্ত)
- Nat-Boltu (beng. নাট-বল্টু)
- Nitu O Taar Bondhura (beng. নিতু ও তার বন্ধুরা)
- Raju O Agunalir Bhoot (beng. রাজু ও আগুনালির ভূত)
- Schooler Naam Pothochari (beng. স্কুলের নাম পথচারী)
- T-Rexer Sondhane (beng. টি-রেক্সের সন্ধানে)
- Tinni o Bonna (beng. তিন্নি ও বন্যা)
- Rasha (beng. রাশা)
- Mayetir nam Narina (beng. মেয়েটির নাম নারীনা)
- Labu elo shohore (beng. লাবু এলো শহরে)

### Opracowania naukowe
- Dekha Alor Na Dekha Rup (beng. দেখা আলোর না দেখা রূপ)
- Neurone Onuronon (beng. নিউরনে অণুরণন)
- Neurone Abaro Onuronon (beng. নিউরণে আবারো অণুরণন)
- Gonit Abong Aro Gonit (beng. গণিত এবং আরো গণিত)
- Bigganer Eksho Mojar Khela (beng. বিজ্ঞানের একশ মজার খেলা)
- Goniter Moja, Mojar Gonit (beng. গণিতের মজা মজার গণিত)
- Aktukhani Bigyan (beng. একটুখানি বিজ্ঞান)
- Theory Of Relativity (beng. থিওরি অফ রিলেটিভিটি)
- Quantum Mechanics (beng. কোয়ান্টাম মেকানিক্স)
- Aro Aktukhani Bigyan (beng. আরো একটুখানি বিজ্ঞান)

### Pozostałe prace
- Pret (beng. প্রেত)
- Tomader Prosno Amar Uttor (beng. তোমাদের প্রশ্ন আমার উত্তর)
- Beesh Bochor Pore (beng.i: বিশ বছর পরে)
- 2030 Saler Ekdin O Onnano (beng. ২০৩০ সালের একদিন ও অন্যান্য)
- Dusuopner Ditio Prohor (beng. দুঃস্বপ্নের দ্বিতীয় প্রহর)
- Muhabbat Alir Ekdin (beng. মহব্বত আলীর একদিন)
- Chhayaleen (beng. ছায়ালীন)
- Akash Bariye Dao (beng. আকাশ বাড়িয়ে দাও)
- Biborno Tushar (beng. বিবর্ণ তুষার)
- O (beng. ও)
- Rongin Choshma (beng. রঙিন চশমা)
- Danob (beng. দানব)
- Pishachini (beng. পিশাচিনী)
- Modhya Ratrite Tinjon Durbhaga Torun (beng. মধ্যরাত্রিতে তিনজন দুর্ভাগা তরুণ)
- Sobuj Valvet (beng. সবুজ ভেলভেট)
- Ikaras (beng. ইকারাস)
- Himghore Ghum O Onnanno
- Dhaka Namer Shohor O Onnanno
- Shadashidhe Kotha
- Bijoyee Hobe Bangladesh
- Omanush
- Ak Tukra Lal Shobuj Kapor
- America
- Desher Baire Desh
- Nihshongo Bochon
- Natok Shomogro